# Asseco Data Systems
Asseco Data Systems S.A. to jedna z wiodących firm w dziedzinie zaawansowanych rozwiązań informatycznych. Firma dostarcza systemy IT, adresowane zarówno do przedsiębiorstw, administracji samorządowej, jak i uczelni wyższych. Zasięg działania Asseco Data Systems S.A. obejmuje zarówno rynek krajowy, jak i rynki zagraniczne, w tym Europę, Afrykę i Bliski Wschód. Działalność firmy koncentruje się na obszarach usług bezpieczeństwa i zaufania, a także na tworzeniu oprogramowania dla branży leasingowej oraz rozwiązań smart city.

## Historia
Asseco Data Systems S.A. została utworzona w 2016 roku poprzez połączenie sześciu spółek z Grupy Asseco Poland

### Spółki wchodzące w skład Asseco Data Systems przed jej powstaniem

#### 1965 rok
- Centrum Komputerowe ZETO S.A. (Łódź)
- Przedsiębiorstwo Informatyki ZETO Bydgoszcz S.A.
- Unizeto Technologies S.A. (Szczecin)

#### 1992 rok
- COMBIDATA Poland Sp. z o.o. (Gdynia)
- Zakład Usług Informatycznych OTAGO Sp. z o.o. (Gdańsk)

#### 1995 rok
- ADH-Soft sp. z o.o. (Warszawa)

### 2016 rok
- Powstanie spółki Asseco Data Systems S.A.

### 2017 rok
- Do spółki dołączają CTPartners S.A. oraz Sigilogic Sp. z o.o.

### 2022 rok
- Do spółki dołącza Pirios S.A.

### 2023 rok
- Asseco Data Systems oraz Middle East Investment Company podpisały umowę powołującą Asseco Middle East. Nowa spółka dostarcza technologie IT, wspierające rozwój cyfryzacji w Arabii Saudyjskiej[2].

## Obszary działalności
Asseco Data Systems S.A. specjalizuje się w kilku obszarach działalności:
- Cyberbezpieczeństwo,
- Rozwiązania dla branży leasingowej,
- Smart City,
- Podpis elektroniczny,
- Systemy IT dla uczelni wyższych.

## Grupa kapitałowa
Asseco Data Systems S.A. jest częścią Grupy Asseco, która jest największym producentem oprogramowania w regionie Europy Środkowo-Wschodniej.